# Frankfurter Allgemeine Woche
Die Frankfurter Allgemeine Woche (Eigenschreibweise: Frankfurter Allgemeine WOCHE, kurz FAZ Woche oder F.A.Z. Woche) war ein deutsches Nachrichtenmagazin, das von April 2016 bis Ende Juli 2020 von der Frankfurter Allgemeinen Zeitung publiziert wurde. Die verkaufte Auflage sank zuvor von 52.048 Exemplaren im ersten Quartal 2017 auf 47.205 Exemplare im zweiten Quartal 2020, ein Minus von 9,3 Prozent.
Das Magazin erschien jeden Freitag und richtete sich an Personen zwischen 30 und 49 Jahren. Es widmete sich den Themen der Woche aus Politik, Wirtschaft, Kultur, Gesellschaft und Wissen und behandelte eine jeweils wechselnde Titelgeschichte ausführlicher. Das Magazin erschien unter dem Motto „Das kompakte Nachrichtenmagazin“, weil der Heftumfang knapp 70 Seiten nicht überschreiten sollte.
Das Magazin verfügte über eine zehnköpfige Redaktion, griff aber auch auf Redakteure und Korrespondenten der Frankfurter Allgemeinen Zeitung und der Frankfurter Allgemeinen Sonntagszeitung zurück. Verantwortlicher Redakteur war bis November 2019 Nikolas Busse und anschließend Philip Eppelsheim.
Das Magazin hatte das Format 26,5 × 20,3 cm und wurde im 4-Farb-Offsetdruck gedruckt. Es wurde auch als E-Paper und als multimediale Edition veröffentlicht. Die digitale Version war am Vorabend ab 17 Uhr abrufbar.
Das Layout wurde September 2018 stark überarbeitet. Zudem wurden neue Rubriken in der Politik, im Feuilleton und im „Geld“ hinzugefügt und die Übersicht „Gut zu wissen“ auf zwei Seiten erweitert. Es erschien anschließend jede Woche eine Folge des Comics „Strizz“ von Volker Reiche.